# Vizzini
Vizzini es una localidad italiana de la provincia de Catania , región de Sicilia, con 6.405 habitantes.

Ubicación de la ciudad de Vizzini dentro de la provincia de Catania.

## Evolución demográfica
| Gráfica de evolución demográfica de Vizzini entre 1861 y 2001 |
|                                                               |
| Fuente ISTAT - elaboración gráfica de Wikipedia               |